# Boèce
Pour le philosophe du XIIIe siècle, voir Boèce de Dacie.
Anicius Manlius Severinus Boethius, communément appelé Boèce /bo.ɛs/, né vers 480 à Rome et condamné à mort en 524 à Pavie par Théodoric le Grand, est un philosophe, homme politique latin et saint catholique.
Témoin des derniers feux de l'Empire romain, il occupe une place fondamentale dans la transmission de la philosophie antique en Occident. Sa traduction en latin de l’œuvre logique d'Aristote, ainsi que son commentaire par Porphyre de Tyr, exerceront une influence déterminante sur la philosophie médiévale. Emprisonné à la fin de sa vie, il rédige la Consolation de Philosophie, dans laquelle la poursuite de la sagesse et l'amour de Dieu sont décrits comme les véritables sources du bonheur. Il est également l'auteur des Apices, système de chiffres décimaux qui est à l'origine de l'introduction de la numération de position par Gerbert d'Aurillac.

## Biographie

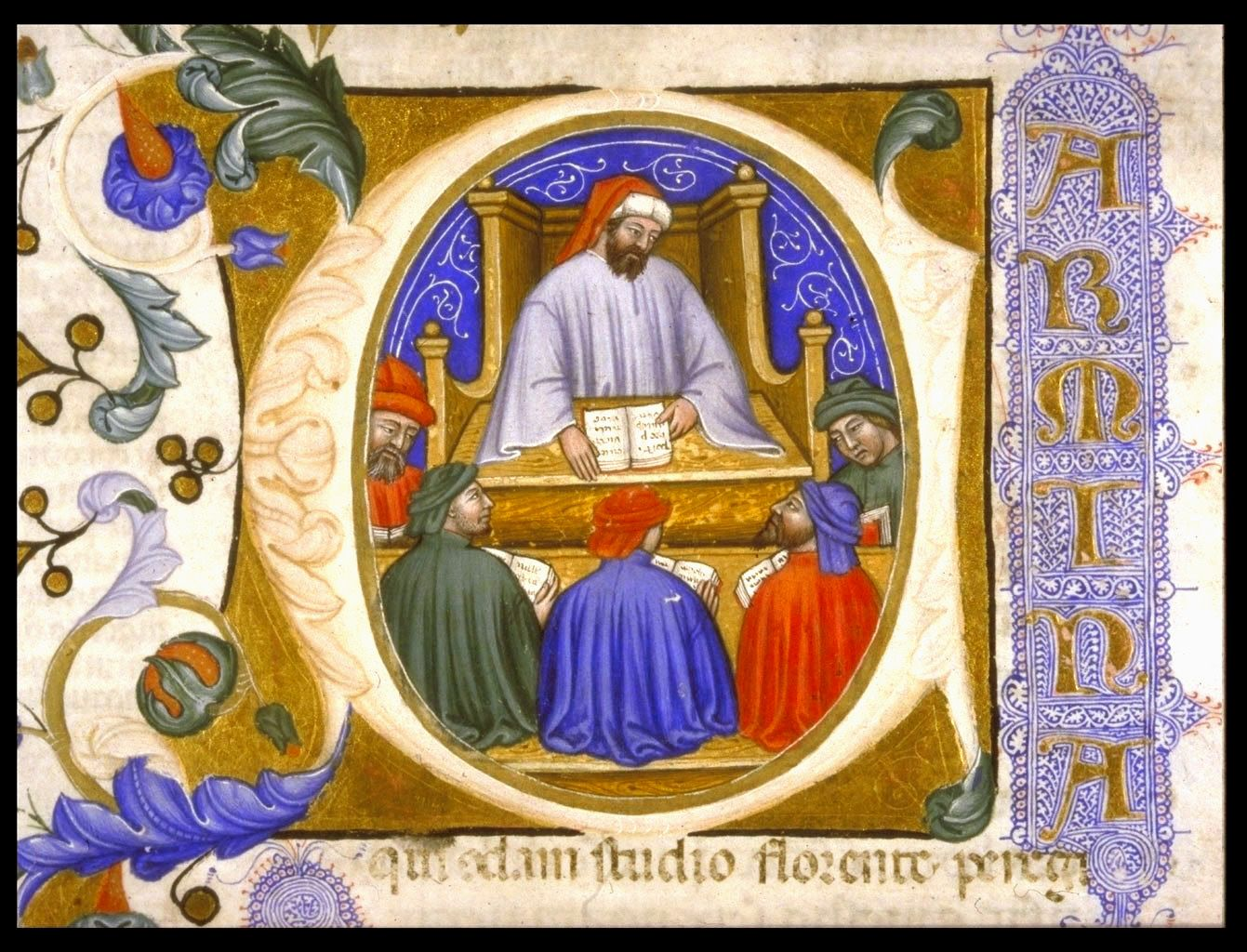
Boèce enseignant, manuscrit de la Consolation de Philosophie, 1385.

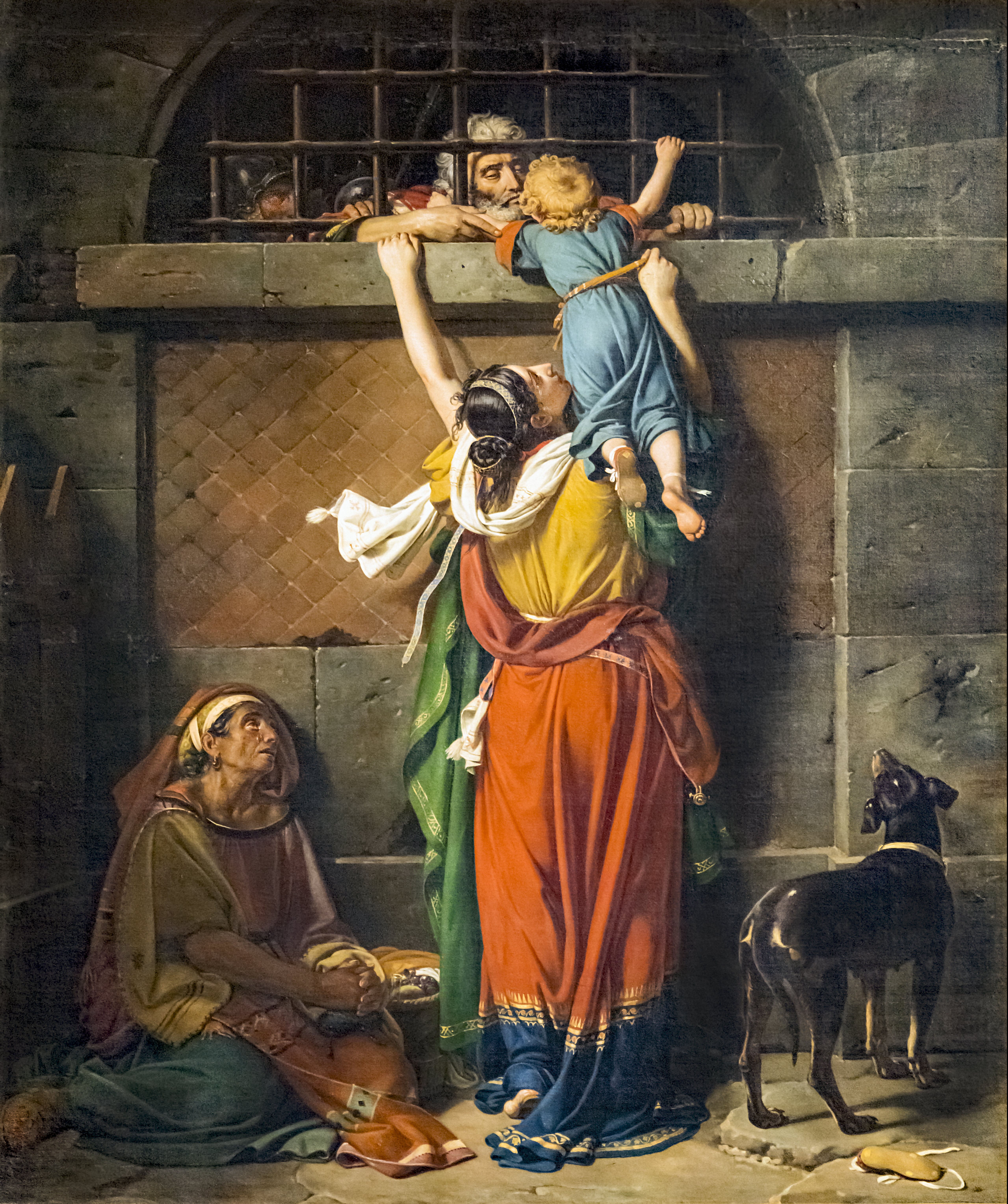
Les adieux du consul Boèce à sa famille. Toile de Victor Schnetz (1826).

Boèce naît à Rome vers 480. Il appartient à la gens Anicia, chrétienne depuis environ un siècle, et dont est issu l'empereur Olybrius. Son père, Manlius Boethius, est nommé consul en 487 et meurt peu après. Boèce est ensuite élevé par Symmaque dont il épouse la fille, Rusticiana. Il passe son enfance à Rome pendant le règne d'Odoacre, et reçoit une bonne éducation. Sa position sociale privilégiée lui permet notamment d'apprendre le grec. Il devient un ami intime du roi Théodoric le Grand et est nommé consul en 510.
En 522, Boèce reçoit la charge de maître des offices. Ses deux fils, Flavius Symmachus et Flavius Boethius, sont nommés consuls la même année. Mais sa bonne fortune ne dure pas. À la suite d'un schisme avorté entre Rome et l'Église de Constantinople, l'aristocratie romaine est suspectée de manœuvres antigothiques. Des lettres adressées à l'empereur Justin par Albinus, un sénateur romain, sont interceptées par la police de Théodoric. Boèce prend la défense du sénateur, et est par la suite accusé de vouloir renverser le pouvoir ostrogoth. Cette charge, aggravée par une accusation de magie, le conduit à la prison de Pavie. C'est pendant cette période d'isolement qu'il écrit la Consolation de Philosophie. Ses biens sont confisqués, et après une longue période de détention, il est torturé et mis à mort en 524 ou 525. Son beau-père, Symmaque, est également exécuté en 525.

## Saint et martyr

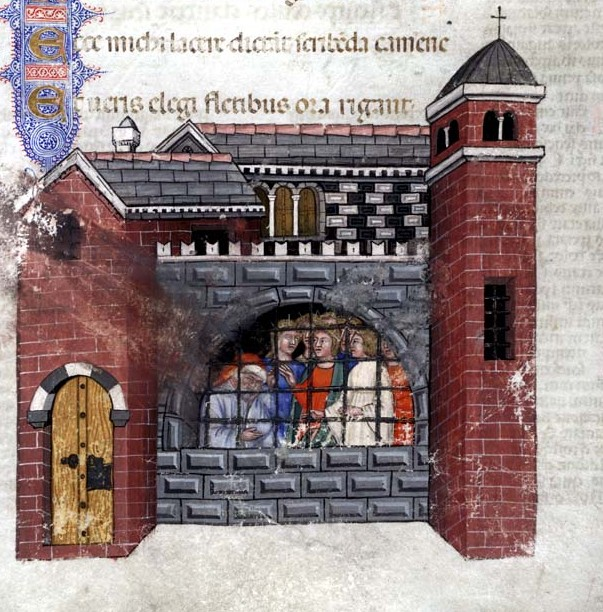
Boèce emprisonné, rédigeant la Consolation de Philosophie, miniature du XIVe siècle.

Quelques siècles après sa mort, Boèce est considéré comme un saint et un martyr. Son ouvrage sur la Trinité montre sa lutte active contre l'arianisme de Théodoric. Bien que reconnu traditionnellement comme un saint, le philosophe romain ne fut pas canonisé. En 996, l'empereur Othon III ordonne le placement de sa dépouille dans la crypte de la basilique San Pietro in Ciel d'Oro à Pavie. Gerbert d'Aurillac inscrit sur son tombeau une épitaphe dans laquelle il vante les talents, les vertus civiques et le patriotisme de l'illustre Romain. En 1861, Boèce est encore célébré à Pavie, à Milan, et à Brescia, le 23 octobre, jour de la fête de saint Sévérin. La probable pierre tombale de Boèce est conservée dans les musées civiques de Pavie.

## Œuvre

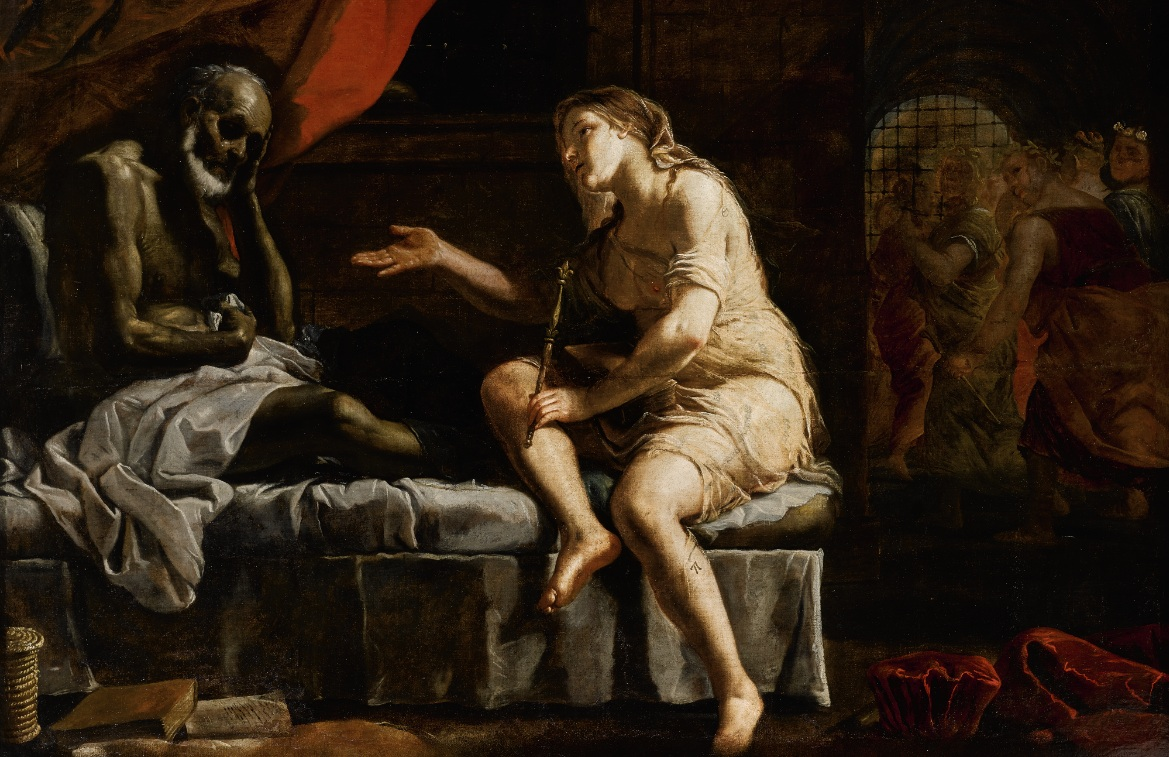
Mattia Preti, Boèce et la Philosophie, vers 1680.

Boèce avait pour intention de traduire et de commenter tout Platon et une grande partie d'Aristote,. Mais il n'a le temps d'effectuer qu'une petite partie de ce programme : il traduit ainsi l’Organon d'Aristote accompagné de gloses grecques, ainsi que l’Isagogè de Porphyre de Tyr, une introduction à la logique aristotélicienne, et rédige un double commentaire sur le modèle de ceux des écoles d'Alexandrie et d'Athènes,. Boèce compose également de nombreuses œuvres de logique, notamment le traité De la division, une Introduction aux syllogismes catégoriques et un traité Des syllogismes catégoriques, un commentaire sur les Topiques de Cicéron soulignant les différences entre les topiques de Cicéron et ceux d'Aristote, et un traité Sur les différences topiques .
Il met ensuite en pratique son étude de la logique dans cinq traités théologiques, dont l'authenticité, longtemps discutée, a été confirmée par une notice de Cassiodore. Ces traités portent sur la Trinité, la nature du Christ, ainsi qu'un traité contre Nestorius et Eutychès. En utilisant la terminologie des catégories d'Aristote, il décrit l'unité de Dieu en termes de substance, et les trois personnes divines en termes de relation. Il cherche également à donner une définition orthodoxe du Christ en déployant les notions précises de « substance », de « nature » et de « personne ».
Le projet de Boèce, énoncé dans une lettre à Symmaque, est également d'exposer, sur la base de textes grecs, les quatre disciplines du quadrivium — l'arithmétique, la musique, la géométrie et l'astronomie — c'est-à-dire les quatre voies menant à l'étude de la philosophie. Ce projet débute avec l’Institution arithmétique, qui reprend Nicomaque de Gérase, sous forme de paraphrase libre plutôt que de traduction rigoureuse. Le grand nombre de manuscrits témoigne de l'importance de ce livre dans l'enseignement du Moyen Âge et de la Renaissance. Il rédige ensuite l’Institution musicale, un traité théorique sur la musique. Dans ce livre, il introduit la classification tripartite de la musique : la musica mundana, ou musique des sphères et du monde, la musica humana, ou harmonie du corps humain et de l'esprit, la musica instrumentalis, ou musique instrumentale. Le moine bénédictin Guido d'Arezzo souligne toutefois que le livre de Boèce, à cause de son caractère spéculatif, « n'est pas profitable aux chanteurs, mais seulement aux philosophes ». Enfin, deux ouvrages de Boèce sur les arts libéraux, une traduction d'Euclide sur la géométrie, et de Ptolémée sur l'astronomie, ont été perdus,,.
La Consolation de Philosophie, rédigée à la fin de sa vie, est le couronnement de l'entreprise intellectuelle de Boèce, l'aboutissement d'un long travail visant à traduire l'héritage philosophique de la culture grecque sous la forme de la pensée et de la langue latine. Une femme, personnifiant la philosophie, convertit le prisonnier Boèce à la notion platonicienne du souverain Bien. Elle démontre que sa situation difficile ne l'exclut pas du bonheur, et qu'il n'est pas vrai, comme Boèce le prétend, que les méchants prospèrent et que les bons soient opprimés. L'ouvrage est un prosimètre, c'est-à-dire une alternance de prose et de poésie. Bien que l'auteur soit chrétien, toute référence au christianisme est absente de cette œuvre.
La Consolation est le livre le plus lu à l'époque médiévale après la Bible, et permet la transmission des doctrines platoniciennes en langue latine. Il a été traduit en vieil anglais par Alfred le Grand au IXe siècle, en vieux haut-allemand par Notker l'Allemand au XIe siècle, en ancien français par Jean de Meung au XIIIe siècle, et en moyen anglais par Geoffrey Chaucer au XIVe siècle,.

## Postérité
Boèce est, avec Cassiodore, l'un des derniers Romains à maintenir et à défendre l'enseignement classique en Italie. « Il a joué un rôle décisif dans la transmission de l'héritage de la philosophie antique à l'Occident médiéval et moderne ». Par ses traductions en latin, « il a créé une langue philosophique latine, technique et précise » et « initié le Moyen Âge à l'exégèse savante des œuvres d'Aristote ». Après son retrait de la vie publique, Cassiodore fonde le monastère de Vivarium en Calabre. Il y installe une riche bibliothèque, permettant de sauver de la destruction les œuvres de la littérature classique, dont les œuvres de Boèce sur les arts libéraux. Il compose une liste de lecture, les Institutions, pour l'éducation des moines. Grâce à lui, la littérature aristocratique romaine entre dans la tradition monastique. Après la mort de Cassiodore à la fin du VIe siècle, sa bibliothèque est transportée à Rome, puis dispersée dans tout l'Occident.
Boèce a été surnommé l'« instituteur » de l'Occident latin et le « premier des scolastiques ». Ses écrits ont inspiré Alcuin, Jean Scot Érigène, les écoles d'Auxerre et de Reims au IXe siècle, Gilbert de Poitiers et les commentateurs de l'école de Chartres au XIIe siècle, et Thomas d'Aquin au XIIIe siècle. La Consolation de Philosophie a été traduite par Alfred le Grand et commentée par Rémi d'Auxerre au IXe siècle, par Guillaume de Conches au XIIe siècle et par Nicholas Trivet au XIVe siècle. Le roi Charles VIII en fera reproduire plusieurs exemplaires enluminés. Le poète florentin Dante Alighieri confessera également dans le Convivio : « Boèce et Cicéron m'initièrent dans l'amour, c'est-à-dire dans l'étude, de cette très-noble Dame, la Philosophie. » Et dans la Divine Comédie :

« En elle se réjouit de la vue du souverain bien, l'âme sainte qui montre à nu le monde trompeur à celui qui veut bien la consulter. Le corps d'où elle fut chassée repose à Cieldauro, et elle du martyre et de l'exil est venue vers cette paix céleste. »

— Dante Alighieri, Divine Comédie, Paradis, X, 124 et s., traduction d'Auguste Brizeux, 1843.
Le philosophe Pierre Abélard considérait Boèce comme le philosophe romain le plus important et a écrit un commentaire sur le De differentiis topicis. La logique de Boèce domine l'instruction du clergé médiéval et l'étude des tribunaux et des cloîtres. Ses traductions et ses commentaires, notamment des Catégories d'Aristote et du traité De l'interprétation deviennent des textes fondamentaux de la scolastique médiévale. Les premiers scolastiques possèdent grâce à Boèce un manuel complet de logique exposant toute la doctrine d'Aristote en langue latine. Au XIIIe siècle, les topiques de Pierre d'Espagne proviennent du De differentiis topicis. Au cours du même siècle dans l'Empire byzantin, Manuel Holobolos fournit une traduction annotée en grec du même traité. Au XIVe siècle, les écrits logiques de Boèce sont cités par Guillaume d'Ockham et Albert de Saxe ; leur influence est clairement visible. Au XVe siècle, le philosophe Laurent Valla décrit Boèce comme le dernier des Romains et le premier des scolastiques. Un passage du commentaire de Boèce sur l'Isagogè de Porphyre de Tyr est à l'origine de la querelle des universaux, qui agitera la philosophie médiévale.
D'après le philosophe Alain de Libera, Boèce a été un adversaire des idées professées par Nestorius et Eutychès. Il a défendu « l'orthodoxie religieuse » que préciseront les conciles de Braga et a rédigé « un ensemble de traités de théologie catholique, qui ont profondément imprégné l'ensemble de la pensée médiévale ».
Boèce a forgé le terme de « quadrivium », ou quadruple voie vers la connaissance, comprenant l'arithmétique, la géométrie, la musique et l'astronomie. Ce terme d'origine romaine trouve son analogue dans le « trivium », comprenant la grammaire, la dialectique et la rhétorique.

## Éditions
- Courts traités de théologie (trad. Hélène Merle), Éditions du Cerf, coll. « Sagesses chrétiennes », 1991 (ISBN 9782204042017).
- Traités théologiques (trad. Axel Tisserand), Flammarion, coll. « Garnier-Flammarion », 1999 (ISBN 9782080708762).
- Institution arithmétique (trad. Jean-Yves Guillaumin), Les Belles Lettres, coll. « CUF », 1995 (ISBN 9782251013909).
- Traité de la musique (trad. Christian Meyer), Brepols, 2005 (ISBN 9782503517414).
- La Consolation de philosophie (trad. Jean-Yves Guillaumin), Les Belles Lettres, coll. « La Roue à Livres », 2002 (ISBN 9782251339436).
- La Consolation de Philosophie (trad. E. Vanpeteghem et J.-Y. Tilliette), Le Livre de poche, coll. « Lettres Gothiques », 2008 (ISBN 9782253082477).
- Consolation de la philosophie (trad. Colette Lazam), Payot et Rivages, coll. « Rivages poche », 2020 (1re éd. 1989) (ISBN 9782743649791).
- La Consolation de Philosophie (trad. A. Galonnier et J.-L. Charlet), Peeters, 2022, 593 p. (ISBN 9789042949836)
- Opuscula sacra. Volume I. Capita dogmata (traités II, III, IV) (trad. A. Galonnier), Peeters, 2007, 533 p. (ISBN 9789042918634)
- Opuscula sacra. Volume II :  de sancta trinitate, de persona et duabus naturis (traités I et V) (trad. A. Galonnier), Peeters, 2013 (ISBN 9789042925335)

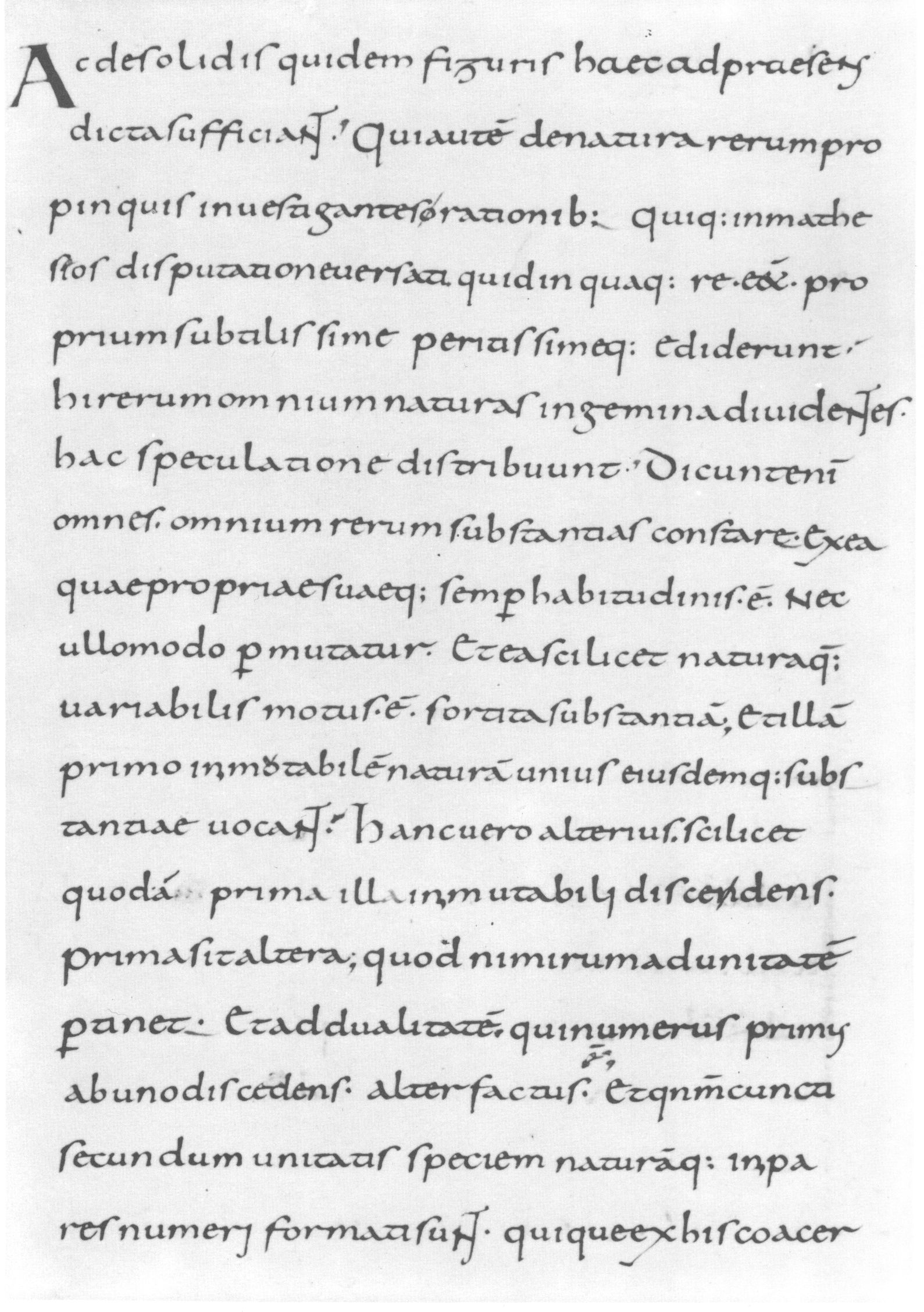
Manuscrit du De institutione arithmetica destiné à l'empereur Charles II le Chauve, IXe siècle.
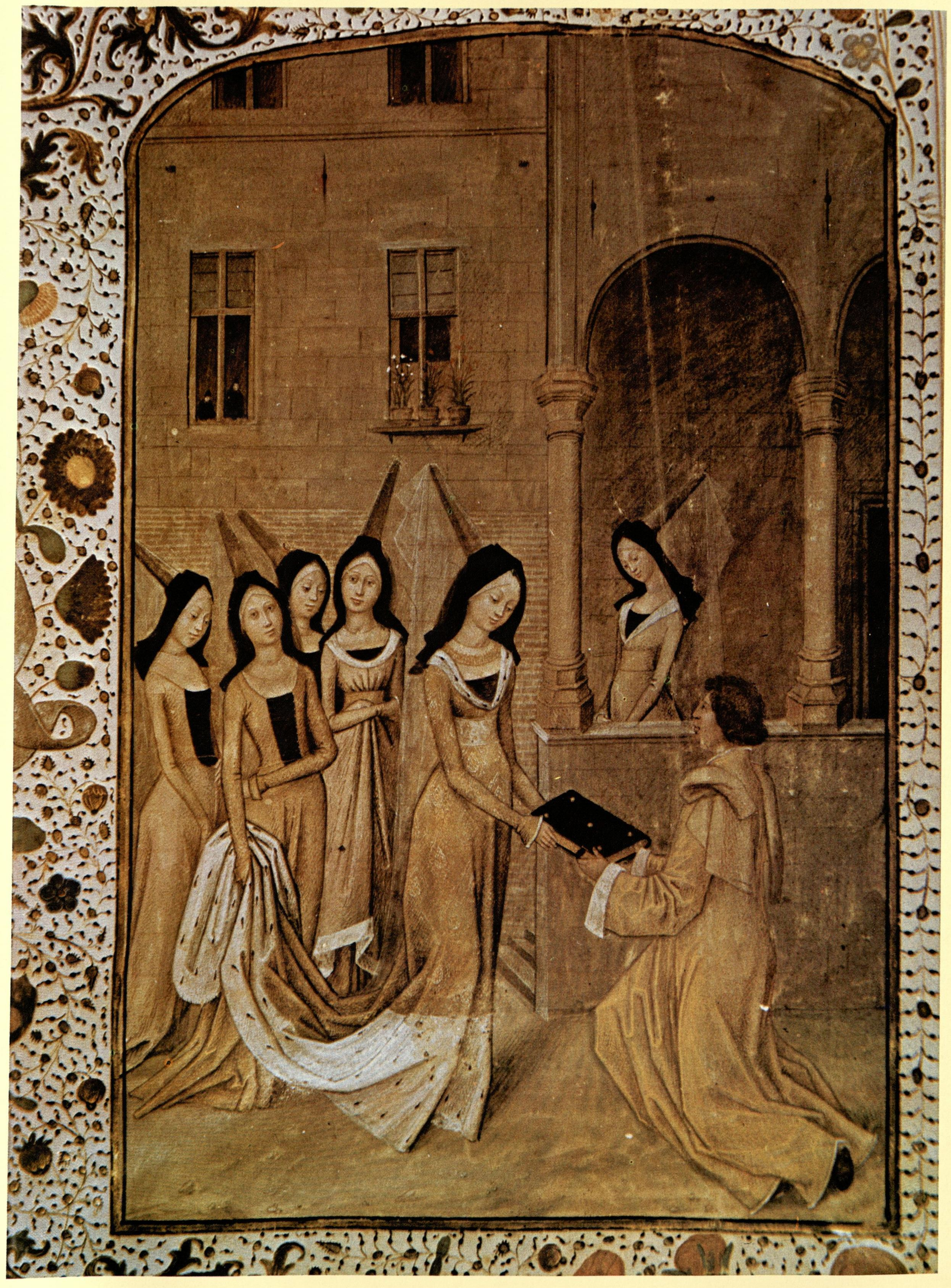
Jean de Meung présentant sa traduction en français de la Consolation de Philosophie à la reine Marguerite d'Anjou, fin XVe siècle.